# Camila Gómez
Camila Fernanda Gómez Hernández (Buenaventura, Colombia, 6 de julio de 1995) es una voleibolista colombiana, que forma parte del equipo nacional de voleibol femenino de Colombia, en la que juega como líbero.

## Trayectoria
Jugó el Campeonato Mundial FIVB U20 2013 y el Campeonato Mundial FIVB Sub-23 2015. Ella ganó la medalla de bronce en el Campeonato Sudamericano de 2015 y la plata en la edición de 2017 fue galardonada como Mejor Libero en ambos torneos senior. Jugando con sus equipos menores de edad, ganó el premio Best Libero en el Campeonato Sudamericano Juvenil 2010, el Campeonato Sudamericano U22 2014 y 2016 y fue galardonado como el Mejor Receptor en la Copa Panamericana Junior 2013, mientras conquistaba todos los premios defensivos, Mejor Líbero, Mejor cavador y Mejor receptor en la Copa Panamericana U23 2014. Gómez jugó con el club rumano CSU Târgu Mureş terminando en el cuarto lugar de la liga doméstica y en la octava final de la Copa CEV Challenge 2013-14. Con el Miami Dade College Lady Sharks, Gómez ganó los Campeonatos Nacionales NJCAA de 2016 y 2017. Además participó en el mundial de voleibol femenino 2022.

## Carrera

### 2010-2012
Disputó el Campeonato Sudamericano Juvenil 2010 , obteniendo el quinto lugar del certamen celebrado en Perú.  En el Campeonato Sudamericano Junior 2010 , fue premiada como Mejor Líbero y terminó en cuarto lugar. Ganó la medalla de oro y los premios individuales de Jugadora Más Valiosa, Mejor Líbero, Mejor Defensa y Mejor Receptor en la II Copa Federación 2012.

### 2013
Jugó la Copa Panamericana de 2013 y terminó en noveno lugar después de solo dos victorias en el torneo senior jugado principalmente con su selección nacional juvenil. Gómez fue elegida Jugadora Más Valiosa, Mejor Líbero, Mejor Defensa y Mejor Receptora en la Copa Latina 2013 , obteniendo con su equipo la medalla de oro de la competencia.  En la Copa Panamericana Junior 2013 ganó la medalla de bronce y el premio a la Mejor Receptora.  En junio viajó a Brno, República Checa, para jugar el Campeonato Mundial FIVB U20 2013 , terminando en el puesto 13. Jugó para el club rumano CSU Târgu Mureș durante la temporada 2013/14. Con este club disputó la Copa Desafío CEV 2013-14, ganando los octavos de final al belga Asterix Kieldrecht con el set de oro.

### 2014
En los octavos de final de 2014, su equipo fue derrotado por el ASPTT Mulhouse francés , poniendo fin a su temporada europea.  En la liga rumana, el CSU Târgu Mureș se clasificó para las semifinales de la liga derrotando 2-1 al CSM Târgoviște  fue derrotado por Știința Bacău 0-3  en las semifinales y perdió 0-3  ante Volei Alba-Blaj en el playoff por la medalla de bronce.
En agosto de 2014, Gómez obtuvo el premio al Mejor Líbero y la medalla de plata en el Campeonato Sudamericano Sub-22 2014 .  También recibió el premio a Mejor Líbero, Mejor Defensa y Mejor Receptora en la Copa Panamericana U23 2014 y la medalla de plata con su equipo nacional U23. Ayudó a su equipo nacional a terminar en el sexto lugar en el torneo de voleibol celebrado en los Juegos Centroamericanos y del Caribe de 2014 en Veracruz, México.

### 2015
Participó en el Gran Premio Mundial FIVB 2015 , alcanzando la Final Four del Grupo 3 y ganando la medalla de bronce del grupo.  A nivel de clubes jugó en la Liga Vallecaucana , ganando la medalla de bronce en los Juegos Nacionales de 2015. Jugó en agosto el Campeonato Mundial FIVB U23 2015, donde Colombia quedó empatada en el noveno lugar.  Gómez ganó la medalla de bronce del Campeonato Sudamericano 2015 con su selección nacional y fue premiada como Mejor Libero.

### 2016
Participó en el Gran Premio Mundial de Voleibol FIVB 2016 clasificándose para la Final Four, pero perdiendo el partido por la medalla de bronce 2-3 ante Perú. Ganó la medalla de plata del Campeonato Sudamericano Sub-22 de 2016 y el premio al Mejor Líbero.
Jugando con el equipo de voleibol de Miami Dade College , ganó el premio a Jugadora Defensiva de la Semana durante las últimas dos semanas de octubre de 2016 en la Asociación de Actividades del Sistema Universitario de Florida (FCSAA) . Gómez ganó el Campeonato Estatal FCSAA y un premio All-Tournament ganando también el reconocimiento al Primer Equipo All- South Conference . Ayudó a Miami Dade Lady Sharks a ganar el campeonato nacional de la Asociación Atlética Nacional Junior College (NJCAA) por primera vez desde 2004. Terminó la temporada teniendo 11 partidos con 25 o más ataques y terminó en cuarto lugar en la NJCAA en ataques por set con 6,94.

### 2017
Gómez logró los honores del Equipo Académico de la FCSAA y del Equipo Académico de la Conferencia Sur con un GPA de 3.44 . En agosto de 2017, Gómez ganó el Mejor Libero y la medalla de plata en el Campeonato Sudamericano 2017 . Jugó el grupo 2 del Gran Premio Mundial de Voleibol FIVB 2017 y se ubicó en el séptimo lugar y 19 en general. Ganó con Miami Dade el Campeonato del Distrito de la Conferencia Sur Campeonato estatal y la inclusión del equipo FCSAA All-Tournament 2017  y finalmente su segundo título nacional consecutivo de la NJCAA que ganaron con una temporada invictamarca de 34-0 y ganó un galardón de equipo All-Tournament.

## Vida personal
Gómez es egresada de Miami Dade College, en el tema de negocios.

## Premios

### Individual
- Campeonato Sudamericano Junior 2010 “Mejor Libero”
- Copa Latina 2013 "Jugador Más Valioso"
- Copa Latina 2013 "Mejor Líbero"
- Copa Latina 2013 "Mejor Defensor"
- Copa Latina 2013 "Mejor Receptor"
- Copa Panamericana Junior 2013 “Mejor Receptor”
- Copa Panamericana Sub-23 2014 “Mejor Libero”
- Copa Panamericana U23 2014 “Mejor Defensor”
- Copa Panamericana U23 2014 “Mejor Receptor”
- Campeonato Sudamericano Sub-22 2014 “Mejor Libero”
- Campeonato Sudamericano 2015 “Mejor Libero”
- Campeonato Sudamericano Sub-22 2016 “Mejor Libero”
- Campeonato Sudamericano 2017 “Mejor Libero”
- Juegos Panamericanos 2019 “Mejor Libero”